# Битка при Лоди
Битката при Лоди е сражение, водено на 10 май 1796 г. между силите на Наполеон I и автрийския ариергард, предвождан от Карл Филип Себотендорф в Лоди, Ломбардия.
Арергардът е победен, но основната част от австрийската армия на Боле успява да се оттегли.